# Werner Liebrich
Werner Liebrich (Kaiserslautern, 18 de janeiro de 1927 — Kaiserslautern, 20 de março de 1995) foi um futebolista alemão. Foi um dos defensores titulares da seleção alemã-ocidental campeã da Copa do Mundo FIFA de 1954, a primeira ganha pelos alemães. Na ocasião, era um dos cinco titulares que pertenciam ao Kaiserslautern, clube que formava a base da seleção e que foi dominante no início da década de 1950 no campeonato alemão-ocidental, que ali obteve seus dois primeiros títulos alemães.[carece de fontes?] Começou no time aos oito anos de idade e nele jogou até encerrar a carreira, em 1962.
No mundial, Liebrich celebrizou-se especialmente pela falta que provocou lesão em Ferenc Puskás, ainda na fase de grupos, lance que chegou a tachar o jogador de "carniceiro", "violento"  e "desleal". Liebrich, porém, era na realidade descrito na época como o mais clássico dos atletas alemães no mundial, sendo o primeiro a exercer com técnica e competência a função de líbero.

## Kaiserslautern
Liebrich ingressou no Kaiserslautern, de sua cidade natal, aos oito anos de idade. Ingressou no time adulto a partir da temporada 1945-46. Na época, a primeira divisão alemã-ocidental, chamada Oberliga, era disputada primeiramente através de diversos torneios regionais, com os líderes avançando a partidas eliminatórias em uma fase nacional, iniciada a partir da temporada 1947-48. O Kaiserslautern disputava primeiramente o Torneio do Sudoeste, no qual foi líder quase ininterrupto entre as temporadas 1946-47 e 1956-57, só não conseguindo na temporadas 1951-52, liderada pelo Saarbrücken, líder também na temporada 1945-46,
Jogando constantemente a fase nacional, nela na temporada 1947-48 o clube eliminou por 5-1 tanto o Munique 1860 (quartas-de-final) como o Neuendorf (semifinal), mas perdeu por 2-1 a decisão contra o Nuremberg. Este era o clube mais vezes campeão do país até ser superado já na década de 1980 pelo Bayern Munique,[carece de fontes?] e lá jogava Max Morlock, colega de Liebrich  na seleção campeã de 1954 e autor do primeiro gol alemão na final contra a Hungria. Na temporada seguinte da fase naconal, o Kaiserslautern inicialmente eliminou nas quartas-de-final por 4-1 o St. Pauli, mas foi derrotado pelo mesmo placar na semifinal pelo Borussia Dortmund.[carece de fontes?]
Na temporada subsequente, a de 1949-50, o clube eliminou o Rot-Weiß Essen nas oitavas-de-final por 3-2, mas caiu ainda nas quartas, derrotado por 5-2 pelo Stuttgart, que terminaria campeão. Na seguinte, de de 1950-51, a fase nacional passou a ser disputada em dois quadrangulares-semifinais, com seus líderes realizando a decisão. Dessa vez, o título veio: a equipe liderou seu quadrangular um ponto acima do Schalke 04 e na decisão derrotou de virada por 2-1 o Preußen Münster. Foi o primeiro título alemão do Kaiserslautern.[carece de fontes?] Liebrich estreou pela seleção alemã-ocidental pouco depois, em junho daquele ano.
Na temporada 1951-52, o Kaiserslautern terminou apenas em terceiro no torneio do Sudoeste, ausentando-se da fase nacional. Na temporada seguinte, o clube superou, na fase nacional, um quadrangular-semifinal que incluía o Colônia, onde jogava Hans Schäfer,[carece de fontes?] importante peça ofensiva na seleção campeã de 1954. Na decisão, o derrotou por 4-1 o Stuttgart. Foi o segundo título alemão do Kaiserslautern e o último até a década de 1990.[carece de fontes?]
Na temporada 1953-54, o clube voltou na fase semifinal voltou a superar o Colônia, mas terminou derrotado na decisão por 5-1 pelo Hannover 96.[carece de fontes?] Isso não impediu que o Kaiserslautern compusesse a base da seleção que semanas depois venceria a Copa do Mundo na Suíça, fornecendo aproximadamente metade dos titulares, com cinco jogadores: além de Liebrich, também Werner Kohlmeyer, Horst Eckel e os irmãos Fritz Walter e Ottmar Walter.
Após o mundial, o Kaiserslautern superou na fase nacional o quadrangular-semifinal que incluía também o Hamburgo, mas terminou derrotado por 4-3 na decisão pelo Rot-Weiß Essen, onde jogava Helmut Rahn,[carece de fontes?] grande herói da final da Copa de 1954, na qual marcou os outros dois gols alemães.
No quadrangular-semifinal da temporada seguinte, a vaga em nova decisão foi perdida nos critérios de desempate para o Karlsruher. Na posterior, em 1956-57, a equipe só somou um ponto no quadrangular-semifinal liderado pelo Borussia Dortmund, campeão do ano anterior e que asseguraria o bicampeonato seguido. A série de liderança no Torneio do Sudoeste foi interrompida na temporada 1957-58, com o clube terminando em segundo, a um ponto do Pirmasens. Mesmo assim, pôde adentrar na fase nacional, mas precisando jogar primeiramente uma eliminatória preliminar ao quadrangular-semifinal e nela perdeu para o Colônia por 3-0, após empate em 3-3 no primeiro jogo.[carece de fontes?]
Já na temporada posterior, a de 1958-59, o Pirmasens voltou a ser líder e dessa vez o Kaiserslautern terminou em terceiro, ausentando-se da fase nacional pela primeira vez desde 1952. Nas seguintes, a equipe de Liebrich continuou ausente do nacional, após terminar em quinto na de 1959-60, novamente liderada pelo Pirmasens; quarto na de 1960-61, liderada pelo Saarbrücken; e quarto na de 1961-62, liderada pelo Borussia Neunkirchen, e a última da carreira do defensor.[carece de fontes?]
O Kaiserslautern, com a aposentadoria dos principais jogadores daquele auge, tornou-se uma equipe de meio de tabela na nascente Bundesliga, formato adotado a partir de 1964 pelo campeonato alemão. Recobrou alguma força somente na década de 1990, onde conseguiu seus dois outros títulos na elite, em 1991 e em 1998,[carece de fontes?] ainda que também sofresse rebaixamento no período - o título de 1998 veio justamente em rara sequência com a conquista da segunda divisão.

## Seleção
Liebrich estreou pela seleção alemã-ocidental em 17 de junho de 1951, em derrota de 2-1 para a Turquia, em plena Berlim Ocidental. O defensor havia acabado de participar na temporada 1950-51 do primeiro título alemão do Kaiserslautern, seu único clube.[carece de fontes?] Sua segunda partida foi uma nova derrota, em 5 de outubro de 1952, para de 3-1 para a França, em Paris.[carece de fontes?] O defensor ficou cerca de um ano e meio sem jogar pelo Nationalelf, só voltando a entrar em campo em 28 de março de 1954, em vitória por 3-1 sobre o Sarre.
A partida contra o Sarre foi o último compromisso da Alemanha Ocidental pelas eliminatórias da Copa do Mundo FIFA de 1954. A seguir, o país bateu em Basileia a anfitriã Suíça por 5-3, no único amistoso antes da Copa,[carece de fontes?] realizada semanas depois neste país. Liebrich também esteve nessa partida, mas ausentou-se da estreia no mundial, na qual a dupla de zaga foi formada por Josef Posipal e Fritz Laband. Liebrich entrou no segundo jogo, contra a sensação Hungria.
Para aquela partida, o treinador Sepp Herberger mudara bastante a escalação para enfrentar os húngaros. O técnico alemão sabia que dificilmente os germânicos venceriam os magiares optou por poupar alguns titulares e alterar o posicionamento daqueles que foram mantidos, para confundir os húngaros. A dupla de zaga foi formada por Liebrich e Hans Bauer, enquanto o zagueiro titular Posipal atuou deslocado como volante. O adversário venceu por 8-3, mas perdeu o astro Ferenc Puskás para a partida seguinte, após ele cair de mal jeito após falta por trás cometida por Liebrich. As condições de um retorno de Puskás pelo restante do mundial foram logo colocadas em dúvida. Segundo uma fontes, a falta teria sido ordenada pelo próprio Herberger.
Por trás da ideia de Herberger em usar reservas, havia o regulamento de que, naquele mundial, cada grupo teria dois cabeças-de-chave, que não se enfrentariam. Por punição disciplinar à expulsão alemã em 1945 dos quadros da FIFA, a entidade delimitou que os cabeças do grupo formado também com a Coreia do Sul seriam Hungria e Turquia, forçando assim o jogo entre alemães e húngaros. O compromisso seguinte dos alemães foi um reencontro contra os turcos, goleados agora por 7-2, novamente com a dupla de zaga formada por Laband e Posipal. Mesmo com a goleada os germânicos não eram considerados favoritos para a partida contra a Iugoslávia, já pelo mata-mata das quartas-de-final. Liebrich voltou à titularidade nesse jogo, formando dupla com Laband.
O oponente era visto como uma seleção mais técnica e dominou o jogo inicialmente, a ponto do goleiro alemão Toni Turek, de 35 anos, ser descrito como o destaque do jogo. Mesmo quando não alcançava as bolas, teve sorte, com duas acertando a trave, e outras duas sendo salvas em cima da linha pelo defensor Werner Kohlmeyer. O placar foi aberto já aos 10 minutos de jogo, mas por um gol contra de Ivan Horvat após bola cruzada precisamente por Liebrich. Os iugoslavos pressionaram bastante no decorrer da partida e só aos 41 minutos do segundo tempo a classificação alemã se assegurou, com o gol de Helmut Rahn finalizando o placar em 2-0, resultado considerado surpreendente contra o favoritismo adversário. Na semifinal, Liebrich foi mantido nos titulares, dessa vez em dupla com Posipal. a Alemanha Ocidental estava mais confiante, sabendo que a oponente Áustria havia sofrido cinco gols da Suíça, ainda que houvesse a eliminado por marcar sete. Após um primeiro tempo equilibrado, com vitória parcial por 1-0 da Nationalmannschaft, a seleção vizinha terminou derrotada por 6-1, prejudicada pelo nervosismo do seu goleiro, Walter Zeman, que não era o titular.
A goleada foi uma nova surpresa. A mídia enfim reconheceu as chances de título dos alemães, embora logo minoradas com a notícia posterior de que Ferenc Puskás estaria apto para participar da decisão após ter se ausentado ao longo do torneio em função da lesão provocada por Liebrich. Herberger manteve a dupla de zaga da semifinal, Liebrich e Posipal. O adversário, com o próprio Puskás e com Zoltán Czibor, conseguisse marcar duas vezes antes dos dez minutos, com Liebrich participando involuntariamente do primeiro gol: ele desviou um lançamento de Sándor Kocsis, com a bola sobrando para Puskás, livre, arrematar. A partida, porém, pôde ser empatada ainda aos 18 minutos do primeiro tempo.
Apesar da igualdade imediata, os alemães mantiveram-se focados em defender-se para atacar somente por contra-ataques. Aos 39 minutos do segundo tempo, exatamente em contra-ataque, a Alemanha conseguiu o gol que finalizou o placar em 3-2, ainda que os adversários tivessem boas chances depois para empatar - numa delas, Puskás marcou, mas o lance foi invalidado por impedimento. Liebrich, após o título, jogou mais dez vezes pela Alemanha Ocidental, curiosamente perdendo oito dessas partidas. A última delas foi em 21 de novembro de 1956, em derrota de 3-1 para a Suíça, em plena Francoforte.[carece de fontes?]
Em 1971, ele e outros dois campeões de 1954, Toni Turek e Horst Eckel, juntaram-se a alguns oponentes da daquela final, para uma partida beneficente na Suíça, em que uma seleção de jogadores veteranos locais enfrentou uma seleção mundial de veteranos. A escalação mundial, denominada Weltelf ("Onze do Mundo"), foi Turek, o capitão Djalma Santos, Liebrich, Eckel e Gerhard Hanappi, Mário Coluna e Josef Masopust, Stanley Matthews, Gunnar Gren, Omar Sivori e Garrincha. Os treinadores foram outros campeões de 1954: Sepp Herberger, com Fritz Walter de assistente, e os reservas incluíam dois vice-campeões - Sándor Kocsis e József Bozsik, além de François Remetter, Raymond Kopa e Just Fontaine. A partida, realizada na Basileia, foi encerrada em 3-3.

## Títulos
Kaiserslautern
- Campeonato Alemão-Ocidental: 1950–51, 1952–53
- Grupo Sudoeste do Campeonato Alemão-Ocidental: 1949-50, 1950-51, 1952-53, 1953-54, 1954-55, 1955-56, 1956-57

Seleção Alemã-Ocidental
- Copa do Mundo FIFA: 1954